# Xiomara Castro
Castro  Sarmiento est un nom espagnol. Le premier nom de famille, en général paternel, est Castro ; le second, en général maternel, souvent omis, est Sarmiento.
Iris Xiomara Castro Sarmiento, née le 30 septembre 1959 à Tegucigalpa, est une femme d'État, administrateur d'entreprise hondurienne, présidente de la république du Honduras depuis le 27 janvier 2022.
Élue à l'occasion des élections générales de novembre 2021, elle devient la première femme à occuper cette fonction. Également l'épouse de l'ancien président Manuel Zelaya, elle est ainsi Première dame du Honduras de 2006 à 2009.

## Biographie

### Vie privée
En 1976, elle épouse Manuel Zelaya, avec lequel elle a quatre enfants. Le couple s'installe à Catacamas.

### Première dame du Honduras
Militante, tout comme son époux, du Parti libéral, dont elle se situe nettement sur l'aile gauche, elle organise la branche féminine du parti dans la région de Catacamas.

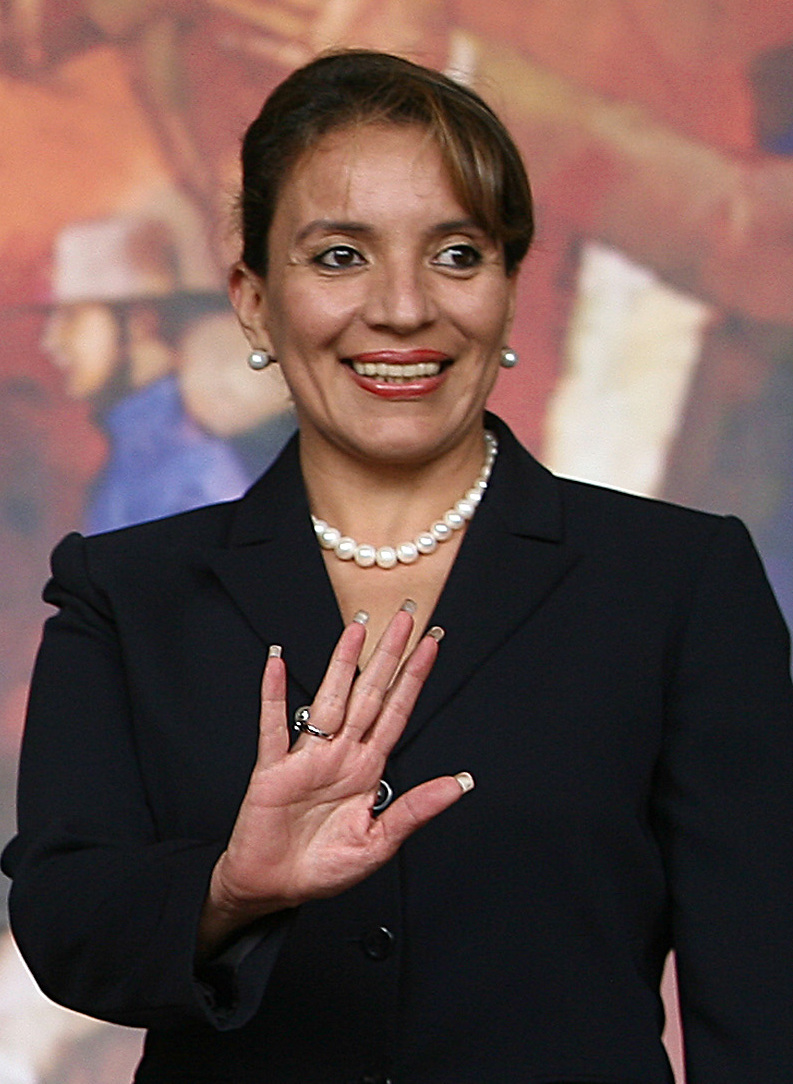
Xiomara Castro en 2007.

En novembre 2005, son mari est élu président du Honduras et entre en fonction en janvier 2006. Elle devient alors Première dame du pays. À ce titre, elle crée des centres d’aide aux mères célibataires et s’est impliquée dans la lutte contre le sida, mais ne joue pas un grand rôle public.
Lors du coup d'État de 2009, coordonné entre l'armée, le patronat, le Parti national et l'épiscopat catholique, elle se réfugie à l'ambassade des États-Unis, craignant d'être assassinée par les putschistes. Elle prend dans les jours qui suivent la tête des manifestations pro-démocratie,.

### Élection présidentielle de 2013
Elle participe en 2011 à la fondation du parti Liberté et refondation (Libre), rompant définitivement avec le Parti libéral.
Elle est candidate du parti Libre lors de l'élection présidentielle de 2013. Battue par Juan Orlando Hernández avec 34,16 % des voix, contre 28,53 % pour elle, elle ne reconnaît pas les résultats annoncés par le Tribunal suprême électoral et appelle à manifester.

### Élection présidentielle de 2017
Elle se présente à la vice-présidence lors de l'élection présidentielle de 2017 aux côtés du centriste Salvador Nasralla, au sein de la coalition Alliance de l’opposition contre la dictature.
L’Alliance est donnée gagnante du scrutin par les sondages pré-électoraux, et apparaît en tête dans les résultats préliminaires. Cependant, une panne générale interrompt pendant 36 heures la publication du dépouillement ; lorsqu’elle est relancée, la tendance est inversée et le président Juan Orlando Hernández réélu, donnant lieu à des accusations de fraude. Les manifestations qui s'ensuivent sont réprimées par le pouvoir, faisant 23 morts, des centaines de blessés et plus de 1 350 personnes détenues.

### Élection présidentielle de 2021
En mars 2021, elle remporte l'élection primaire du parti Libre et devient sa candidate pour l'élection présidentielle du 28 novembre 2021. En octobre 2021, elle reçoit le soutien de Salvador Nasralla, qui renonce à sa propre candidature pour former une alliance avec elle et devenir son colistier. Le Parti Innovation et unité (PINU), petite formation social-démocrate, se joint également à la coalition.
Elle souhaite organiser « une consultation populaire pour que le peuple élise l’Assemblée nationale constituante et rédige une nouvelle Constitution ». Sur les questions économiques, elle propose d'abandonner « l’application du modèle néolibéral » pour planifier un développement social et économique organisé par l’État, de modifier le statut des ZEDES (zones de libre-échange semi-autonomes promues par Juan Orlando Hernández), d'établir des relations diplomatiques et commerciales avec la Chine, et de renforcer les programmes sociaux pour lutter contre la pauvreté. En matière de lutte contre la corruption et le narcotrafic, elle entend créer une commission anti-corruption soutenue par les Nations unies, modifier le code pénal afin d'abroger les lois qui garantiraient l’impunité des élus corrompus, réduire le train de vie de l’État en vendant les véhicules de luxe et en diminuant les salaires des hauts fonctionnaires et dirigeants politiques. Elle défend aussi la dépénalisation de l’avortement et le droit au mariage homosexuel, des positions très controversées dans le pays. Elle a été accusée pendant la campagne de communisme et de sympathies pour le Venezuela et Cuba.
Le 28 novembre 2021, elle est élue à la présidence du Honduras avec 53,4 % des voix, devançant Nasry Asfura du Parti national (34 %) et Yani Rosenthal du Parti libéral (9 %), mettant fin à un siècle de bipartisme entre le PN et le PL. La participation a été la plus élevée de l’histoire récente du pays (69 %).

### Présidente de la République

#### Transition et investiture
Sur les 128 sièges du Congrès national, le parlement du pays, Libre obtient 50 députés auxquels s’ajoutent les dix élus du Parti sauveur du Honduras (PSH) de Nasralla. Ne disposant pas d’une majorité absolue, le gouvernement devra négocier avec le Parti libéral (22 sièges), le Parti anti-corruption et le Parti démocrate-chrétien (un élu chacun). Le Parti national dispose pour sa part de 44 représentants.
Des tensions apparaissent au sein du parti de Xiomara Castro avant même sa prise de fonction. Alors que celle-ci proposait la candidature du député Luis Redondo du PSH à la présidence du Congrès, afin d'honorer une entente préélectorale, 20 députés de son propre parti s'y opposent, parmi lesquels deux se rétractent finalement. Lors d'une session virtuelle tenue le 21 janvier 2022, les députés dissidents élisent l'un d'entre eux, Jorge Cálix, à la tête du Congrès, appuyés par une grande partie du Parti libéral et par le Parti national, ce qui pourrait permettre à ce dernier de contrôler le Parlement malgré sa défaite à la présidentielle. Castro condamne le jour même ces députés en les expulsant de son parti et en les accusant de vouloir « imposer un plan de l'élite corrompue que dirige Juan Orlando Hernández », son prédécesseur. Malgré cela, les députés fidèles à Castro et ceux des autres partis procèdent à l'élection de Luis Redondo ; les députés dissidents sont pour l'occasion remplacés par des députés suppléants,. Les deux groupes de députés forment ainsi des assemblées parallèles et prétendent à la légitimité de l'élection de leur président du Congrès respectif,.

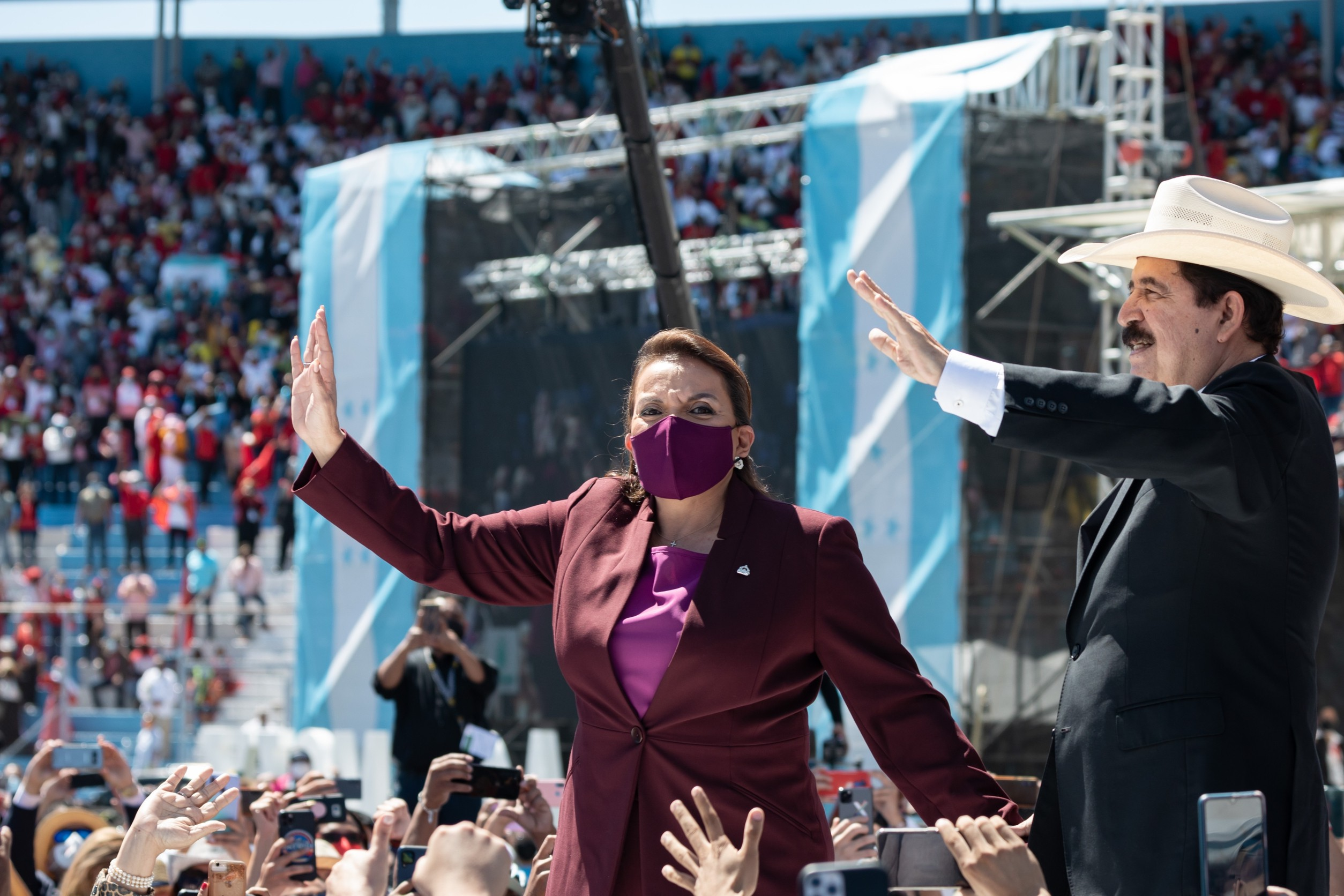
Castro lors de son investiture, accompagnée de son mari et ex-président, Manuel Zelaya.

C'est dans ce contexte que Xiomara Castro prête serment le 27 janvier 2022 au cours d'une cérémonie à laquelle assistent entre autres le roi d'Espagne, Philippe VI, le président du Costa Rica, Carlos Alvarado Quesada, la vice-présidente des États-Unis, Kamala Harris, celle d'Argentine, Cristina Fernández de Kirchner et celui de Taïwan, William Lai,,, mais pas le président sortant Juan Orlando Hernández,. Elle forme son cabinet dans lequel figure notamment son neveu José Manuel Zelaya, nommé ministre de la Défense.
Le 29 janvier, les deux assemblées rivales appellent la Cour suprême à trancher le différend. Un accord est finalement conclu le 7 février ; Jorge Cálix renonce à la présidence du Congrès, les députés dissidents reconnaissent la légitimité de Luis Redondo et tous sont réintégrés au sein de Libre,.
Elle entame sa présidence dans un contexte de crise économique, avec une inflation de presque 10 %, un taux de pauvreté (73 % de la population) record depuis vingt ans et une forte migration vers les États-Unis.

#### Exercice du pouvoir
Xiomara Castro hérite d'un appareil d’État profondément corrompu, ce qui la conduit à choisir d'extrader aux États-Unis son prédécesseur Juan Orlando Hernández, pour ses liens avec le narcotrafic, plutôt que de le remettre au système judiciaire hondurien. Ainsi, selon le défenseur des droits humains Joaquin Mejia, « Xiomara Castro n’a pris qu’une petite part du pouvoir, car, malgré l’extradition de Juan Orlando Hernandez, la structure criminelle qu’il a créée pendant douze ans est toujours incrustée dans l’État ».

##### Politique économique et sociale
Les réformes constitutionnelles et lois qui ont permis la création des zones autonomes de libre-échange (Zedes) sont abrogées ; cependant, les Zedes déjà en activité sont protégées par des garanties leur permettant de poursuivre leurs activités pour une durée de 50 ans. Les dépenses sociales sont accrues avec notamment la mise en place d'un nouveau programme ciblant les familles en situation d’extrême pauvreté.
Elle fait stopper en février 2022 l'expulsion de familles indigènes en conflit avec un homme d'affaires concernant la propriété d'un large terrain au sud de la capitale.
La pilule contraceptive d'urgence, connue comme la pilule du lendemain, est autorisée à partir de 2023. Une décision controversée dans un pays où l'avortement est illégal, même en cas de viol, de déformation fœtale grave ou si la vie de la femme enceinte est en danger. La présidente hondurienne justifie cette légalisation en soulignant que « l'Organisation mondiale de la santé (OMS) a déterminé que cela fait partie des droits reproductifs des femmes et n'est pas un abortif. »

##### Politique environnementale
Elle interdit en mars 2022 l'exploitation minière à ciel ouvert, la déclarant nocive pour l'environnement et les populations. Le Haut-Commissariat des Nations unies aux droits de l'Homme a salué une décision conforme « au principe de justice climatique et à la protection des ressources naturelles, de la santé publique et de l'accès à l'eau en tant que droit de l'Homme ». Les acteurs du secteur miniers ont en revanche contesté cette mesure.

##### Lutte contre la criminalité
Le 25 novembre 2022, un état d'urgence est décrété pour faire face à la criminalité. Le Honduras, tout comme le Guatemala et le Salvador, appartient au « triangle de la mort » en Amérique centrale, une région minée par la violence, la pauvreté et la corruption. Le 6 décembre suivant, le gouvernement annonce le début d'un état d'exception prévoyant la suspension de certains droits constitutionnels dans les villes de Tegucigalpa et de San Pedro Sula en vue de procéder à la répression de la violence orchestrée par les gangs, sur le modèle entrepris par le Salvador voisin. Le gouvernement autorise le déploiement de l'armée dans les rues et les prisons et annonce la construction de deux centres pénitentiaires de haute sécurité.

##### Politique étrangère
Concernant les relations internationales, le Honduras rétablit ses relations diplomatiques avec le Venezuela. Cuba s'est à nouveau engagé à envoyer des médecins et enseignants (un premier programme d'aide au Honduras avait été inauguré en 2006). Le programme d'alphabétisation « Yo sí puedo » est lancé en janvier 2023 avec des équipes cubaines, alors que le Honduras présente un taux d'analphabétisme de 12 %.
Le Honduras apporte son soutien au président péruvien destitué Pedro Castillo lors de la crise politique péruvienne de 2022, exprimant sa « condamnation énergique du coup d'État survenu au Pérou, qui est le résultat d'une série d'événements visant à éroder la démocratie et la volonté souveraine du peuple. »

##### Contestations
Des milliers d’opposants au gouvernement de Xiomara Castro manifestent le 19 août 2023 dans les rues de la capitale et devant la présidence, accusant la présidente de vouloir implanter le « communisme » dans le pays. Le général à la retraite Romeo Vasquez, qui avait pris la tête du coup d'État de 2009, participe également à la manifestation et propose publiquement un nouveau putsch pour renverser le gouvernement de Xiomara Castro.
Elle est confrontée à la forte vulnérabilité du Honduras face aux pressions américaines visant à maintenir le pays au sein des régimes de libre-échange régionaux et la présence de l'armée américaine sur son territoire. En outre, la Cour suprême, dont les membres ont été nommés par les précédents gouvernements, fait obstacle à certains de ses projets de réformes, comme l'amnistie des personnes condamnées pour des raisons politiques après le coup d'État de 2009.

##### Des résultats mitigés
Après un an de présidence, son bilan apparaît en demi-teinte. Si elle bénéficie toujours du soutien de la majorité de la population hondurienne (55 % à 63 % en janvier 2023 selon les sondages,), la perte de sa majorité au Congrès, depuis la décision du Parti Salvador du Honduras (PSH) de son vice-président Salvador Nasralla de rompre l'alliance qu'il formait avec Libre, l'empêche de mener à bien une partie des réformes promises. Le Parti Salvador s'allie au Parti National pour former un Bloc de l’opposition citoyenne, tandis que le gouvernement ne détient plus que 50 sièges sur 128 au Congrès.
En un an, de nombreuses promesses de campagne ont toutefois été honorées : abrogation d’un texte qui permettait des contrats de travail à l’heure ; élimination de la loi dite « des secrets officiels », grâce à laquelle le gouvernement se réservait la possibilité de classifier des documents administratifs ; gratuité de l’électricité pour 1,3 million de foyers pauvres ; hausse du budget de la santé ; mise en place de programmes de crédits pour les agriculteurs ; création d'un programme de reforestation massif et de protection des principales sources d’eau ; démilitarisation du maintien de l’ordre ; réduction de la violence des forces de sécurité. Elle obtient de l'ONU la création d’une Commission internationale contre l’impunité au Honduras (Cicih) sur le modèle de la Cicig au Guatemala. Le texte confère à cet organisme la possibilité de mettre en examen, indépendamment du ministère public, un point crucial alors que le système judiciaire est lui-même corrompu et inefficace.
Mais certaines mesures apparaissent incomplètes ou difficiles à mettre en œuvre. La fin des extractions minières se heurte aux intérêts privés, alors que la plupart des concessions restent actives et que les violences contre les défenseurs de l’environnement perdurent,. « Le gouvernement Castro a du mal à tenir ses promesses et les engagements progressistes de sa campagne, notamment sur des sujets liés au genre – l’avortement reste totalement interdit – ou à la protection des populations indigènes et afro-descendantes », note un représentant de l’International Crisis Group (ICG). La prohibition de l'avortement et du mariage homosexuel étant inscrite dans la Constitution, les trois quarts des voix du Congrès sont nécessaires pour approuver des modifications. Il lui est également reproché des nominations à des postes à responsabilité de personnes soupçonnées de corruption ou manquant d’expérience.